# 기타오미야역
기타오미야역(일본어: 北大宮駅)은 일본 사이타마현 사이타마시 오미야구에 있는 철도역이다.

## 타는 곳
| 번선 | 노선                | 방향 | 행선                                         |
| ---- | ------------------- | ---- | -------------------------------------------- |
| 1    | 도부 어반 파크 라인 | 상행 | 오미야 방면                                  |
| 2    | 도부 어반 파크 라인 | 하행 | 이와쓰키 · 가스카베 · 가시와 · 후나바시 방면 |

이 역 주변으로 동일본 여객철도 도호쿠 본선(우쓰노미야 선)이 병행하나 도호쿠 본선 측에는 역과 승강장이 없다.

## 역세권 정보
- 철도박물관 (걸어서 15분 정도)
- 사이타마 신도시 교통 이나 선 철도박물관역 (오나리)
- 오미야 경찰서
- 사이타마 현 지방도 제164호선
- 히카와 신사
- 오미야 공원
  - 사이타마 현영 오미야 공원 야구장
  - 사이타마 시 오미야 공원 축구장
  - 사이타마 현립 역사민속박물관
- 오미야 세무서
- 오미야 우체국

## 역사
- 1930년 4월 12일: 영업 개시.
- 2008년 4월 1일: 발차 멜로디 도입.
- 2009년 12월 1일: 역 업무를 도부 스테이션 서비스에 위탁함.
- 2016년 3월 26일: 노다 선에서 급행 운전 개시, 당역은 통과 역이다.

## 인접역
| 도부 철도 노다 선        | 도부 철도 노다 선 | 도부 철도 노다 선            |
| ------------------------ | ----------------- | ---------------------------- |
| TD 01 오미야 오미야 방면 |                   | 오미야코엔 TD 03 가시와 방면 |